# Pointe du Hoc
Il Pointe du Hoc (letteralmente in lingua normanna: Punta dell'Uncino o del Gancio) è una falesia sulla costa normanna della Francia. Esso è diventato famoso nella storia del Novecento per la battaglia svoltasi all'alba del 6 giugno 1944, tra le truppe scelte dell'esercito degli Stati Uniti e le forze tedesche. I Ranger statunitensi che assaltarono la scogliera, alta circa 30 metri ed estesa per circa 6 km e mezzo, facevano parte delle truppe alleate impiegate nell'Operazione Overlord, in particolare nella sua fase d'assalto anfibio, l'Operazione Nettuno.

## Obiettivi e piani di battaglia
L'obiettivo del 2º e del 5º Battaglione Ranger, le unità del 75º Reggimento impiegate nella missione, era di creare una testa di ponte sullo sperone della scogliera e penetrare nell'entroterra per circa cinque-sei chilometri, tra il fiume Drôme e i sobborghi di Isigny-sur-Mer. Sulla cima della scogliera, posta a sei chilometri a ovest di Omaha Beach, i tedeschi avevano costruito una fortificazione con diversi cannoni presi ai francesi da 155 mm, con i quali avrebbero potuto decimare le unità statunitensi durante lo sbarco a Omaha e anche a Utah Beach, grazie ad una portata di oltre venti chilometri. I Ranger quindi dovevano neutralizzare l'artiglieria tedesca prima che cominciasse ad aprire il fuoco sulla spiaggia. Tra aprile e maggio del 1944, i tedeschi posizionarono diverse difese sulla scogliera tra cui quattro mitragliatrici, due delle quali protette da casematte di cemento. Fu scelto di attaccare dal mare proprio per via dell'alta scogliera. I tedeschi infatti si erano preoccupati soprattutto di difendersi dall'entroterra probabilmente ritenendo impensabile un assalto anfibio alla scogliera.
Il piano consisteva in un iniziale assalto della scogliera, alle ore 06:30, da parte delle Compagnie D, E e F, comandate direttamente dal tenente colonnello James Rudder; la Compagnia D a ovest del promontorio mentre la E e la F a est. Una volta raggiunta la cima delle scogliere sarebbero giunti in supporto il 5º Battaglione e le Compagnie A e B del 2º. In seguito le truppe sarebbero penetrate più nell'entroterra per distruggere l'artiglieria nemica, collegando Grandcamp-Maisy a Vierville-sur-Mer e attendendo il 116º Reggimento da Omaha, per entrare poi a Grandcamp. Un piano alternativo prevedeva lo sbarco della seconda ondata di Ranger nel settore del 116º Reggimento ad Omaha, nel caso in cui entro mezz'ora dall'inizio dell'assalto gli uomini di Rudder non avessero segnalato la conquista della scogliera. In entrambi i casi, l'obiettivo dei Ranger rimaneva rendere inoffensiva l'artiglieria tedesca.
La Compagnia C del 2º Battaglione aveva un'altra missione, ovvero doveva sbarcare a fianco al 116º Reggimento e neutralizzare le difese tedesche a Pointe de la Percée.
Anche Pointe du Hoc fu colpita dai bombardamenti di preparazione all'invasione alleata. Per mesi i britannici bombardarono la costa continentale che si affaccia sul Canale della Manica, concentrandosi sugli obiettivi reali dell'invasione solo nella notte tra il 5 e il 6 giugno. Quaranta minuti prima dell'assalto, la nave da battaglia USS Texas aprì il fuoco con i suoi cannoni sulle difese della scogliera e, venti minuti dopo, un ultimo pesante bombardamento colpì la scogliera.

## Lo sbarco
Le pessime condizioni atmosferiche e gli errori di manovra delle piccole imbarcazioni da trasporto costarono delle vite umane ed un ritardo di trenta minuti. I primi Ranger giunsero alle pendici della parete rocciosa con trentotto minuti di ritardo, alle ore 07:08, e questo ritardo pesò molto sul futuro delle operazioni nei due giorni che seguirono. Nel frattempo le altre unità Ranger attendevano il segnale al largo della costa francese, sapendo che se entro le 07:00 tale segnale non fosse giunto avrebbero dovuto cambiare destinazione di sbarco. Il ritardo quindi obbligò il 5º Battaglione e le due restanti unità del 2º Battaglione Ranger a sbarcare presso Vierville alle ore 07:45. I Ranger sulla scogliera quindi dovettero affrontare la battaglia da soli con unico supporto il fuoco di due cacciatorpediniere, uno britannico e uno statunitense, i quali bombardarono i tedeschi mentre la fanteria sbarcava sul fianco est della scogliera; anche la Compagnia D sbarcò lì, poiché le sue imbarcazioni non poterono correggere sufficientemente la rotta per via del maltempo.

### L'assalto alla scogliera
I nove mezzi da sbarco superstiti approdarono tutti in un'area di circa 450 metri e, nonostante le varie unità fossero vicine tra loro e potessero collaborare, in questa fase gli ordini erano di lavorare in singolo, ognuna infatti doveva scalare la scogliera da sé e risolvere i propri problemi autonomamente. Il primo di questi fu superare i circa trenta metri di sabbia dalla riva all'inizio della scogliera. L'intera area era infatti piena di crateri causati dai bombardamenti che ostacolavano le manovre dei Ranger. Quando i primi soldati giunsero alle pendici della scogliera, i tedeschi cominciarono a lanciare giù bombe a mano e ad aprire il fuoco dalla cima della rupe e con mitragliatrici posizionate sul fianco sinistro della spiaggia. Ai piedi della scogliera i Ranger trovarono un po' di riparo trovandosi in un punto cieco delle mitragliatrici e riparato dalla cima, obbligando così i tedeschi a sporgersi dalla scogliera per sparare o lanciare granate.

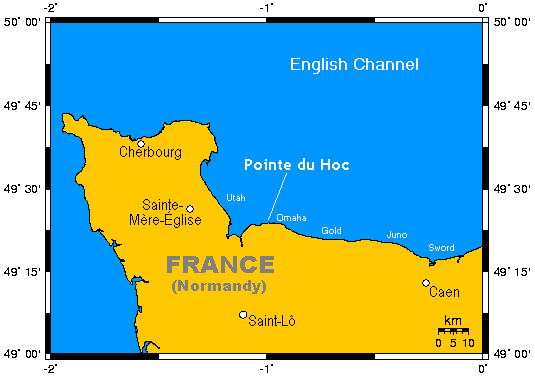
Posizione di Pointe du Hoc

L'attraversamento della spiaggia costò ai Ranger circa 15 uomini, la maggior parte causate dalle mitragliatrici. I crateri impedirono lo sbarco di munizioni e supporto per la fanteria, però furono usati dai soldati come protezione dal fuoco nemico. I bombardamenti ammorbidirono le forme della scogliera, favorendo i difensori, liberando loro la visuale ma, nel contempo, diminuirono l'altezza della scogliera stessa e crearono crateri sulla cima dove i primi Ranger a giungere in cima, issandosi con delle corde, trovarono riparo. Appena trenta minuti dopo aver toccato la spiaggia, tutti i Ranger sopravvissuti erano in cima alla scogliera, pronti a portare a termine gli obiettivi loro assegnati.

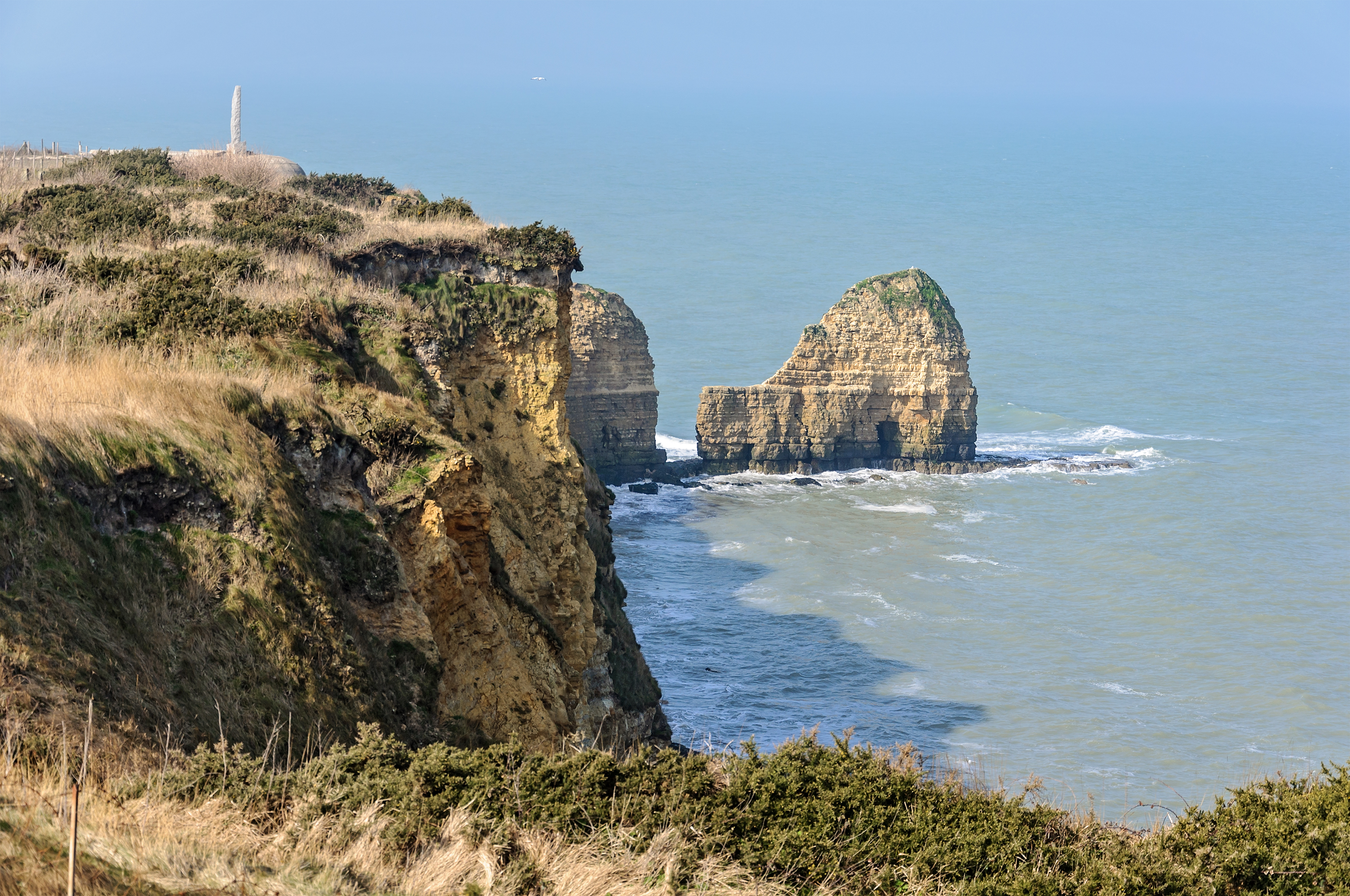
le scogliere di Pointe du Hoc da est

### La conquista delle scogliere
Il panorama che gli statunitensi trovarono una volta giunti in cima fu di una completa devastazione e totale caos, provocati dai bombardamenti aeronavali, i quali rendevano quasi irriconoscibile il paesaggio che i Ranger avevano studiato per mesi dalle foto aeree. Inoltre i movimenti dei Ranger furono caotici a causa dello stile con cui condussero la battaglia: man mano che i soldati giungevano in cima alla scogliera, si infiltravano subito tra le linee nemiche a squadre o al massimo a plotoni, senza attendere che i propri compagni li raggiungessero. Ogni soldato sapeva a memoria gli obiettivi che la sua unità di appartenenza doveva raggiungere: la Compagnia E doveva conquistare il punto d'osservazione tedesco e la batteria n.º 3, la Compagnia D le batterie n.º 4, 5 e 6, mentre la Compagnia F doveva occuparsi delle batterie n.º 1 e 2 e della postazione di mitragliatrici. Una volta completati, le tre compagnie dovevano raggrupparsi e proseguire per circa un chilometro a sud, dove avrebbero creato un blocco difensivo verso ovest; un plotone della Compagnia E sarebbe però rimasto con il QG a difesa del perimetro delle fortificazioni conquistate. Per differenti motivi, non tutte le unità riuscirono a raggrupparsi, ma gli obiettivi furono portati a termine comunque. Quando i primi Ranger si addentrarono dalla cima della scogliera non trovarono resistenza, tranne sul punto d'osservazione e verso le postazioni delle mitragliatrici. Il problema maggiore fu trovare gli obiettivi stessi: le batterie d'artiglieria infatti erano state spostate probabilmente prima dei pesanti bombardamenti. Le truppe così si radunarono per muoversi nell'entroterra e cercarle.

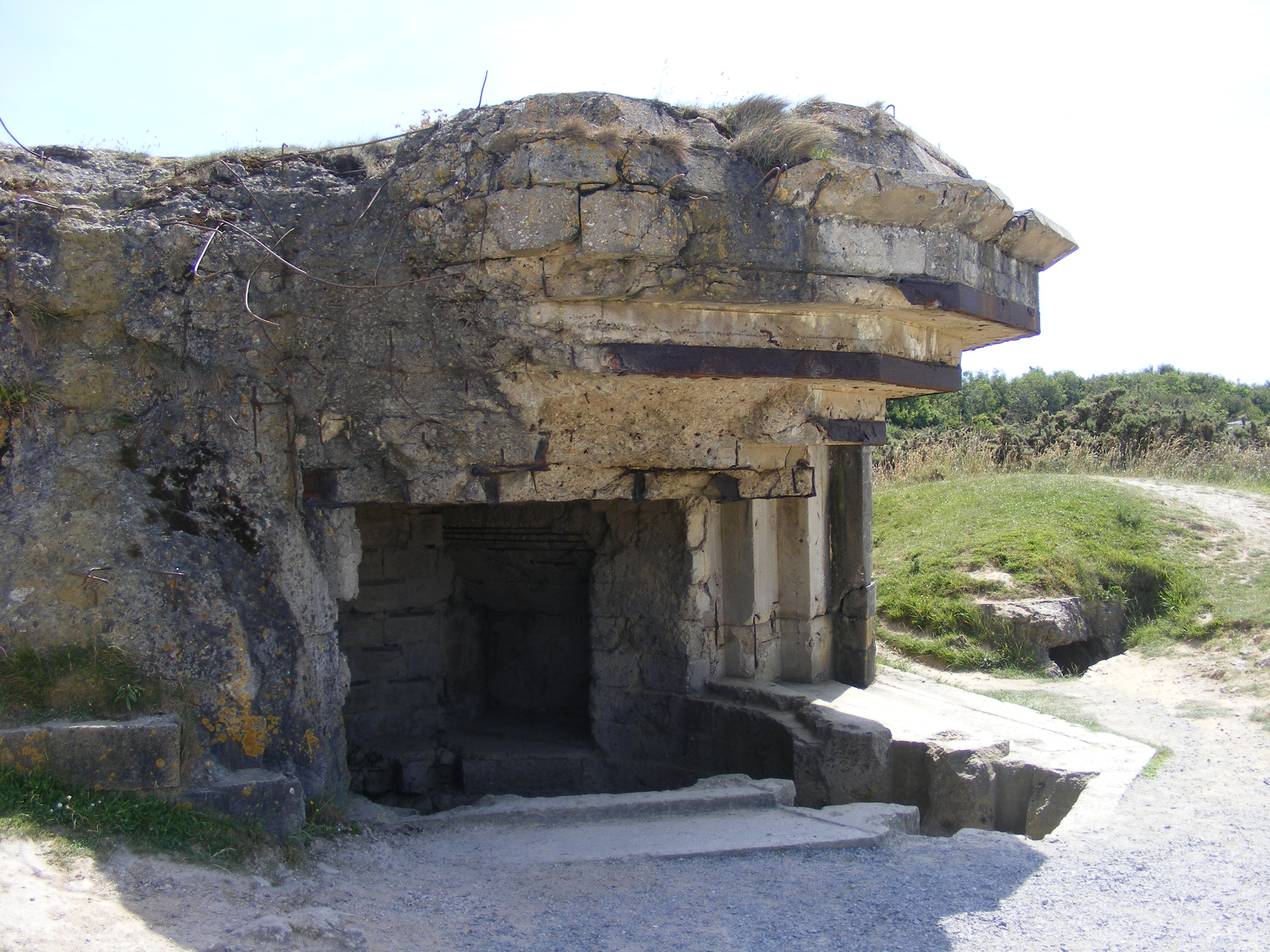
Bunker tedesco a Pointe du Hoc

### L'avanzata nell'entroterra
I primi gruppi di Ranger che attraversarono le postazioni senza trovare alcuna resistenza, incontrarono i tedeschi mentre si dirigevano verso la strada principale della zona. I loro compagni, che li avevano seguiti nella scalata della scogliera, non poterono però raggiungerli perché furono impegnati in una rinata resistenza tedesca nelle postazioni difensive in cima alla rupe. Si crearono così due gruppi principali di avanzata: uno formato da unita della Compagnia D ed E, diretti verso la strada a sud, e uno formato dalla Compagnia F, diretto verso le postazioni di mitragliatrici a est.
Infiltratisi nelle trincee tedesche, i Ranger della Compagnia D ed E evitarono il fuoco dell'artiglieria tedesca, finché non dovettero uscire allo scoperto per conquistare ciò che restava di una fattoria, dove non si trovavano i tedeschi. I Ranger attraversarono le trincee sotto il fuoco di mitragliatrici ma senza subire perdite. Una volta giunti alla fattoria, alle ore 08:00, un nuovo fuoco di mitragliatrice, proveniente dall'edificio adiacente bloccò gli americani. Dopo aver risposto al fuoco i Ranger raggiunsero la postazione della mitragliatrice ma la trovarono abbandonata. Fu l'ultima resistenza tedesca della giornata.
Giunti sulla strada, i cinquanta Ranger che attraversarono le difese tedesche posizionarono il blocco difensivo in direzione di Grandcamp, attendendo l'arrivo dalla parte opposta del 5º Battaglione Ranger e del 116º Reggimento. Subito iniziarono dei pattugliamenti in ogni direzione e, alle ore 09:00, i Ranger trovarono, a circa 200 metri dalla strada, i pezzi d'artiglieria che stavano cercando. L'artiglieria non era protetta né sorvegliata dai tedeschi, così la pattuglia statunitense la neutralizzò con degli ordigni.

## La mattinata e il pomeriggio
I Ranger rimasero divisi nei due gruppi: uno tenne l'autostrada, l'altro fu trattenuto dalla resistenza tedesca nelle fortificazioni. Per tutta la mattina i Ranger si scontrarono con il nemico protetto nelle fortificazioni, che resisteva nonostante il supporto della Marina.
Nel pomeriggio i tedeschi attuarono due contrattacchi da sud e da ovest. Il primo attacco provenne da Saint-Pierre-du-Mont, a sud, e impegnò il fuoco delle mitragliatrici americane per circa un'ora, durante il quale non vi furono perdite tra i Ranger. Il secondo attacco cominciò dopo le ore 16:00 e fu molto più duro. I tedeschi attaccarono il fianco destro della Compagnia F, il quale si difese con mitragliatrici leggere e mortai respingendoli. Alla fine del giorno la compagnia aveva riportato 5 morti e 10 feriti.

## L'attacco notturno tedesco
Il colonnello Rudder, non avendo ancora ricevuto rinforzi da Omaha, alle ore 23:00 decise di concentrare i suoi uomini, circa due-terzi dei duecento uomini giunti la mattina, a difesa della strada, preparando le difese sul fronte sudoccidentale, dal quale si presumeva dovesse giungere l'eventuale contrattacco tedesco, coprendo un angolo di novanta gradi. Alle 23:30 cominciò il primo attacco tedesco che colpì esattamente uno dei vertice di tale angolo. In breve il fuoco cessò e i tedeschi si ritirarono; l'attacco aveva probabilmente lo scopo di verificare la posizione e l'entità delle difese americane.
All'ora 01:00, i tedeschi attaccarono nuovamente nello stesso punto, arrivando a breve distanza dalle postazioni statunitensi senza essere fermati e cominciando un singolare scontro al lancio di granate con gli americani. Come il primo, anche il secondo attacco cessò e i tedeschi si ritirarono nuovamente ma tornarono alle 03:00. Lo scontro si svolse allo stesso modo, con lanci di bombe a mano da breve distanza ma stavolta l'attacco tedesco si concentrò più a est tra le Compagnie E ed F. Questa volta i tedeschi ebbero successo e gli americani cominciarono a ritirarsi fino alla strada. La confusione portò il comandante Rudder ad inviare uomini in cerca degli altri Ranger persi di vista durante la ritirata. Rudder realizzò verso le 04:00 che gli uomini della Compagnia F erano riusciti tutti a rientrare, mentre la Compagnia E e buona parte della D erano cadute in mani nemiche. Unico sollievo era che i tedeschi non avevano continuato l'avanzata verso la costa e non lo fecero per il resto della notte.

## Conclusione
Il 7 giugno il comandante Rudder poteva contare su appena novanta uomini, arroccati a difesa della strada e nelle fortificazioni nemiche. I Ranger riuscirono a resistere per tutto il giorno agli attacchi tedeschi e la notte seguente fu abbastanza tranquilla. Gli statunitensi resistettero anche l'8 giugno, fino al tanto sperato arrivo del 116º Reggimento da Omaha Beach.